# Domaine de Yashima
Le domaine de Yashima (矢島藩, Yashima-han) est un domaine féodal japonais de l'époque d'Edo, établi dans la province de Dewa (actuelle préfecture d'Akita). Son centre en est Yashima jin'ya dans l'ancienne ville de Yashima (Akita), dans ce qui est de nos jours Yurihonjō.

## Histoire
Le clan Ikoma est à l'origine un puissant clan de daimyos aux revenus de 171 800 koku à la tête du domaine de Takamatsu dans la province de Sanuki. Toutefois, les Ikoma en sont dépossédés en 1640 en raison de la mauvaise gestion flagrante d'Ikoma Takatoshi qui entraîne un o-ie sōdō de la part de leurs obligés. Le shogunat Tokugawa réaffecte le clan au domaine nouvellement créé de Yashima aux revenus de 10 000 koku, dans les collines inhospitalières du mont Chōkai, au centre de la province de Dewa, où il est ordonné à Ikoma Takatoshi de rester en résidence surveillée pendant vingt ans. Par ailleurs, son fils et héritier Ikoma Takakiyo, est contraint en 1659 de diviser 2 000 koku de son héritage à un frère plus jeune, ce qui entraîne la perte pour le clan de son statut de clan de daimyo pour intégrer les rangs des hatamoto.
Contraint de résider à Edo, les Ikoma administrent leur territoire en tant que propriétaires absents par l'entremise de l'administrateur local, mais la forte taxation et la tyrannie des administrateurs conduisent à des soulèvements répétés de paysans et finalement à un appel direct de ceux-ci au gouvernement, particulièrement en 1677. En 1780, le shogun Tokugawa Ieharu permet au chef du clan de rendre visite à ses exploitations dans le cadre du système sankin kotai.
Durant la guerre de Boshin, le clan Ikoma signe dans un premier temps l'accord Ōuetsu Reppan Dōmei, mais change rapidement de camp à l'approche des forces pro-impériales du domaine de Shinjō. Le nouveau gouvernement de Meiji récompense les Ikoma pour leur rapide défection du Ōuetsu Reppan Dōmei en 1868 par une augmentation de leurs revenus de 15 200 koku et les restaure dans leur statut de daimyo après deux cent cinquante ans. Le nouveau domaine de Yashima est une nouvelle fois récompensé en 1869 par une augmentation de 1 000 koku et le contrôle de 47 villages dans ce qui est devenu le district de Yuri (Akita).
Cependant, avec l'abolition du système han en juillet 1871, le domaine de Yashima est absorbé dans la préfecture d'Akita. En 1884, le fils adoptif du dernier daimyo se voit accorder le titre de baron (danshaku) dans le cadre de la nouvelle pairie kazoku.

## Liste des daimyōs
- Clan Ikoma (tozama) 1640-1658 ; 1868-1871

| # | Nom                        | Dates     | Titre de courtoisie | Rang de cour            | Revenus     |
| - | -------------------------- | --------- | ------------------- | ----------------------- | ----------- |
| 1 | Ikoma Takatoshi (生駒高俊) | 1640-1658 | Sanuki-no-kami      | 4e inférieur (従四位下) | 10 000 koku |
| 2 | Ikoma Chikayuki (生駒親敬) | 1868-1871 | Sanuki-no-kami      | 5e inférieur (従五位下) | 15 200 koku |

## Source de la traduction
- (en) Cet article est partiellement ou en totalité issu de l’article de Wikipédia en anglais intitulé « Yashima Domain » (voir la liste des auteurs).